# Red Dog Mine (Alaska)
Red Dog Mine is een plaats (census-designated place) in de Amerikaanse staat Alaska, en valt bestuurlijk gezien onder Northwest Arctic Borough.

## Demografie
Bij de volkstelling in 2000 werd het aantal inwoners vastgesteld op 32.
In 2006 is het aantal inwoners door het United States Census Bureau geschat op eveneens 32.

## Geografie
Volgens het United States Census Bureau beslaat de plaats een oppervlakte van
173,2 km², geheel bestaande uit land.

## Plaatsen in de nabije omgeving
De onderstaande figuur toont nabijgelegen plaatsen in een straal van 136 km rond Red Dog Mine.